# (37121) 2000 VU7
2000 VU7 (asteroide 37121) é um asteroide da cintura principal. Possui uma excentricidade de 0.03175510 e uma inclinação de 8.41774º.
Este asteroide foi descoberto no dia 1 de novembro de 2000 por LINEAR em Socorro.